# 密斑马面鲀
密斑马面鲀（学名：Navodon tessellatus）为革鲀科马面鲀属的鱼类，俗名古鹿、剥皮。分布于菲律宾的巴顿岛、到日本相模滩以南各海以及中国南海等海域。该物种的模式产地在Baton。